# Donald Kagan
Donald Kagan (Kuršėnai, 1 mei 1932 – Washington, 6 augustus 2021) was een Amerikaanse oudhistoricus en classicus en sinds 1969 als hoogleraar in de geschiedenis aan Yale-universiteit verbonden. Hij was voordien verbonden aan het departement geschiedenis van de Cornell-universiteit. Hij was gespecialiseerd in het oude Griekenland en in het bijzonder de Peloponnesische Oorlog.

## Jeugd en opvoeding
Donald Kagen werd geboren in een joodse familie uit Kuršėnai in Litouwen, maar groeide op in de wijk Brownsville van Brooklyn (New York). Zijn familie was hier naartoe geëmigreerd toen hij twee jaar oud was, kort na de dood van zijn vader. Hij studeerde in 1954 af aan Brooklyn College, behaalde in 1955 een MA aan de Brown-universiteit en in 1958 een PhD aan de Ohio State University.

## Carrière
Kagan, die voorheen een progressieve Democraat was, veranderde in 1969 van politieke overtuigen. Kagan zou zelf verklaren dat dit in 1969 gebeurde toen de Cornell-universiteit door met geweren zwaaiende activisten die de Willard Straight Hall hadden ingenomen onder druk werd gezet om een Afro-Amerikaanse studies-programma te starten: "Het zien van administrators die al de moed van Neville Chamberlain vertoonden had een grote impact op mij en ik werd veel conservatiever" ("Watching administrators demonstrate all the courage of Neville Chamberlain had a great impact on me, and I became much more conservative.") Hij was in 1997 een van de oorspronkelijke ondertekenaars van de uiteenzetting van principes door de neoconservatieve denktank Project for the New American Century, waarvan zijn zoon en  politiek analist Robert Kagan de medeoprichter was. Vlak voor de Amerikaanse presidentsverkiezingen 2000 publiceerden Kagan en zijn zoon, Frederick Kagan, professor in de militaire geschiedenis, het boek While America Sleeps, waarin ze opriepen meer te spenderen aan defensie.
Kagan, die vooral bekendstaat om zijn onderzoek naar de Peloponnesische Oorlog, schreef ook het werk On the Origins of War and the Preservation of Peace, een vergelijkend geschiedeniswerk waarin hij vier grote conflicten (de Peloponnesische Oorlog, de Eerste Wereldoorlog, de Tweede Punische Oorlog en de Tweede Wereldoorlog) en één non-conflict (de Cubaanse raketcrisis) onderzocht met de bedoeling te bepalen hoe en waarom oorlogen al dan niet uitbreken. Kagan vatte de oorzaken voor oorlog, toen hij in 2015 een opmerking maakte over dit werk, samen door historicus Thucydides te citeren: "Weet je, Thucydides had dit groot inzicht. Ik wou dat ik mensen (er) aandacht aan kon doen schenken - hij laat een van zijn sprekers aan het begin van de oorlog zeggen: 'Waarom trekken mensen ten oorlog? Uit angst, eer en eigenbelang.' Wel, iedereen kent eigenbelang, en angst is zeer geloofwaardig. Niemand neemt eer serieus." ("You know, Thucydides has this great insight. I wish I could get people to pay attention – he has one of his speakers at the beginning of the war say, 'Why do people go to war? Out of fear, honor, and interest.' Well, everybody knows interest, and fear is very credible. Nobody takes honor seriously.") Kagan gelooft echter dat eer een buitengewone rol speelde in het begin van de Eerste Wereldoorlog en dat dat moderne waarnemers er beter aan zouden doen om het concept eerder als "prestige" op te vatten.
Kagan overleed op op 6 augustus 2021 op 89-jarige leeftijd.

## Boeken
- The Great Dialogue (1965)
- The Outbreak of the Peloponnesian war (1969)
- The Archidamian War (1974)
- The Peace of Nicias and the Sicilian Expedition (1981)
- The Fall of the Athenian Empire (1987)
- Pericles of Athens and the Birth of Democracy (1991)
- On the Origins of War and the Preservation of Peace (1994)
- While America Sleeps: Self-Delusion, Military Weakness, and the Threath to Peace Today (2000; met Frederick Kagan en William Kristol)
- The Peloponnesian War (2003)
- Great Issues in Western Civilization, a collection of readings, als redacteur samen met Brian Tierney en L. Pearce Williams

- Bibsys: 90233448
- Biblioteca Nacional de España: XX1053681
- Bibliothèque nationale de France: cb12021710b (data)
- Catàleg d'autoritats de noms i títols de Catalunya: 981058513449006706
- CiNii: DA01632972
- Gemeinsame Normdatei: 119557010
- International Standard Name Identifier: 0000 0001 2142 2809
- Library of Congress Control Number: n50042593
- Nationale Bibliotheek van Letland: 000226295
- Nationale Bibliotheek van Tsjechië: xx0084353
- Nationale bibliotheek van Australië: 35256844
- Nationale Bibliotheek van Israël: 987007263454705171
- Nationale en Universitaire bibliotheek Zagreb: 000076969
- Nederlandse Thesaurus van Auteursnamen: 069133727
- Réseau des bibliothèques de Suisse occidentale: 02-A023692578
- Istituto Centrale per il Catalogo Unico: RAVV063824
- Système universitaire de documentation: 02836712X
- Trove: 884947
- Virtual International Authority File: 85858116
- WorldCat: E39PBJfCrchkjBQMKWyTCycwYP